# ЈУ Центар за културу "Филип Вишњић" Угљевик
Јавна установа Центар за културу „Филип Вишњић“ у Угљевику је изграђена као реплика старе Управне зграде Рудника „Угљевик“, у Старом Угљевику. Зграда је подигнута као својеврсни споменик који симболише рударску прошлост подмајевичке општине Угљевик.

## Дјелатност Центра за културу
Дјелатности које обавља центар су:
- културно-умјетничке,
- васпитно-образовне,
- забавно-рекреативне,
- услужне дјелатности,
- угоститељске и маркетиншке услуге.

У згради се налази канцеларија Француског културног центра која носи назив „Мира Ђурић“, као и Народна библиотека општине Угљевик и Основна музичка школа „Корнелије Станковић“ Угљевик.
Пре изградње Центра за културу Угљевик се није могао похвалити богатим културним садржајем. Завршетком објекта и оснивањем центра, угљевички поштоваоци културе много су добили. За кратко вријеме Угљевик је постао регионални предводник у култури. Богат културни и забавни програм овдје су приређивали многи великани српске књижевности и глуме, највише из Републике Србије, односно Београда.

## Историја
Изградњу зграде је финансирала општина Угљевик властитим средствима. Објекат је свечано отворен у септембру 2006. године. Двије године касније, односно 2008. године, објекат је предат на управу новооснованом Центру за културу „Филип Вишњић“ из Угљевика.
Ради остваривања „културно-умјетничких, васпитно-образовних, забавно-рекреативних и других активности младих“, Скупштина општине Угљевик ја на сједници одржаној 27. фебруара 2007. године донијела Одлуку под бројем: 01-022-1/07 о оснивању Центра за културу у Угљевику са сједиштем у Карађорђевој бб.
Одлуком о измјенама и допунама одлуке о оснивању Центра за културу у Угљевику, број: 01-022-26/07 од 08. 10. 2007. године, мијења се назив установе и гласи: Јавна установа Центар за културу „Филип Вишњић“ Угљевик. Овом одлуком се додају и друге дјелатности које ће се утврдити Статутом центра.
Центар за културу је 24. јануара 2008. године уписан у судски регистар под бројем: 080-0-Рег-07-000 854 од 24. 01. 2008. године.
Јавна установа Центар за културу је по рјешењу број: 07.030-611-03-16/09 од 08. 04. 2009. године уписан у Регистар издавача.

## Споменици
Испред центра за културу подигнути су споменици двојици значајних Срба, из угљевичке општине, једном од најпознатијих српских гуслара и твораца српских народних пјесама, Филипу Вишњићу, и команданту јединице Мандини лавови у саставу Војске Републике Српске и предсједнику Борачке организације Републике Српске за Општину Угљевик, Митру Максимовићу.